# Schlössle Bempflingen
Das sogenannte Schlössle Bempflingen ist ein vermutlich spätmittelalterliches Fachwerkhaus in der Gemeinde Bempflingen im Landkreis Esslingen. Das schlichte Fachwerkhaus mit steinernem Sockel befindet sich in der Mittelstädter Straße (Hausnummer 7) inmitten des Dorfs. Es diente wohl zunächst als Sitz der Ortsherrschaft und ab Mitte des 15. Jahrhunderts als Amtshaus eines württembergischen Vogts.

## Geschichte
Die ursprünglichen Ortsherren in Bempflingen waren die Niederadelsfamilie Kayb und die von Baustetten. 1413 verkaufte Heinrich von Baustetten ein Viertel des Dorfs an den Ritter Hans von Lichtenstein, dessen Tochter den Besitz an die Kartause Güterstein weiterveräußerte. 1448 kaufte Graf Ludwig von Württemberg die anderen drei Viertel des Orts von Berthold von Baustetten für 1800 Gulden. 1465 erwarb Graf Eberhard im Barte das restliche Viertel des Dorfs von den Kartäusern für 600 Gulden. Spätestens 1465 dürfte das Schlössle in ein Amtshaus umgewandelt worden sein.